# 海达尔尼斯
海达尔尼斯（羅馬化：Vidṛna），又名海达尔尼斯，是一名波斯贵族，也是推翻伪斯梅尔迪斯的七名主谋之一。 他的名字是古波斯语名字Vidṛna的希腊语音译，可能意味着“知晓是非对错之人”。
他似乎是阿斯帕尼斯的好友，阿斯帕尼斯邀请他加入一起商量推翻斯梅尔迪斯的事宜。除了他，主谋中还包括贵族因塔弗内斯、奥塔内斯、戈布里亚斯、梅加比祖斯，以及领导人波斯帝国王子大流士一世。鉴于他的贡献，大流士一世授予了亚美尼亚阿契美尼德总督辖区，作为海达尔尼斯的半世袭封地。他的后代一直统治着这片土地直到希腊化时期。 奥龙特王朝的建国者，奥龙特斯一世，便是海达尔尼斯的后裔。 根据一些波斯波利斯出土的泥板，海达尔尼斯也曾担任大流士手下米底亚的总督。
海达尔尼斯有两个儿子，分别是小海达尔内斯和西萨姆内斯，他们也都曾担任大流士的儿子薛西斯一世的军事指挥官。